# پاتریک چن
پاتریک لوئیس وای-کوان چَن (به انگلیسی: Patrick Lewis Wai-Kuan Chan) (زادهٔ ۳۱ دسامبر ۱۹۹۰) ورزشکار اسکیت نمایشی اهل کانادا است. او در بازی‌های المپیک زمستانی ۲۰۱۴ سوچی دو مدال نقره در رقابت‌های انفرادی و تیمی بدست آورد. چن همچنین سه قهرمانی مسابقات جهانی (۲۰۱۱، ۲۰۱۲، ۲۰۱۳)، دو قهرمانی مسابقات جایزه بزرگ (۲۰۱۰ و ۲۰۱۱)، دو قهرمانی مسابقات چهار قاره (۲۰۰۹، ۲۰۱۲)، و هفت قهرمانی مسابقات ملی کانادا را در کارنامه دارد.

## زندگی شخصی
پاتریک چن در ۳۱ دسامبر ۱۹۹۰ در اتاوا، انتاریو به دنیا آمد. پدر و مادر او هر دو از هنگ کنگ به کانادا مهاجرت کرده‌اند.